# ام. ۳ فالکون
ام. ۳ فالکون (به انگلیسی: Miles_Falcon) یک هواگرد ملخ‌پیشین تک‌موتوره از نوع تک باله ساخت شرکت Miles Aircraft Limited است. هواگرد ام. ۳ فالکون نخستین پروازش را در ۱۲ اکتبر ۱۹۳۴ میلادی انجام داد. در مجموع، تعداد ۳۶ فروند از این هواگرد ساخته شده‌است.
طراح این هواگرد، Frederick George Miles بود.